# Hiadeľ
Hiadeľ és un poble i municipi d'Eslovàquia que es troba a la regió de Banská Bystrica.

## Història
La primera menció escrita de la vila es remunta al 1424.

## Demografia
| Godina             | 1994 | 2004   | 2014   | 2024   |
| ------------------ | ---- | ------ | ------ | ------ |
| Nombre de persones | 576  | 534    | 521    | 490    |
| Diferència         |      | −7,29% | −2,43% | −5,95% |

| Godina             | 2023 | 2024   |
| ------------------ | ---- | ------ |
| Nombre de persones | 507  | 490    |
| Diferència         |      | −3,35% |